# 马泰奥·斯特凡尼尼
马泰奥·斯特凡尼尼（義大利語：Matteo Stefanini，1984年4月29日—），意大利男子赛艇运动员。他曾代表意大利参加世界赛艇锦标赛，获得一枚银牌。他也曾参加2004年、2012年和2016年夏季奥林匹克运动会。